# Acronicta travancorica
Acronicta travancorica är en fjärilsart som beskrevs av Embrik Strand 1922. Acronicta travancorica ingår i släktet Acronicta och familjen nattflyn. Inga underarter finns listade i Catalogue of Life.